# Kininogen
Kininogener är plasmaproteiner som tillverkas i levern. Dessa kan sedan, enzymatiskt ombildas till kininer, exempelvis som en del av blodets koagulationsprocess.